# Фрідріх II (курфюрст Бранденбургу)
Фрідріх II Бранденбурзький, Фрідріх Залізний, Фрідріх Залізний зуб (нім. Friedrich II. Von Brandenburg; 19 листопада 1413, Тангермюнде, Саксонія-Ангальт — 10 лютого 1471, Нойштадт-на-Айші, Баварія) —  курфюрст та маркграф Бранденбурзької марки в 1437—1470 роках.
Другий син Фрідріха I та Єлизавети Баварської у віці 8 років був заручений з наслідною принцесою Польщі Ядвігою Ягайлівною і протягом десяти років виховувався в Польщі. Раптова смерть нареченої залишила глибокий слід в душі Фрідріха, все життя мав меланхолію.
У 1437 Фрідріх очолив марку. Продовжуючи політику свого батька, він вів боротьбу зі станами, зламав автономію дворянства. Але у своїй політиці він навмисно уникав імперських тенденцій, відмовився від запропонованих йому корон Польщі та Богемії і волів присвятити себе зміцненню свого курфюрства. Для цього він обмежив самостійність об'єднаних Берліна-Кельна і міських спілок в Бранденбурзькій марці, позбавивши колишніх їх вольностей, заснував на Шпреє, між Кельном і Берліном, фортецю.
У 1446 році після смерті польського короля Владислава III у битві під Варною Фрідріха II було висунуто претендентом на трон Польщі. Його переважно підтримувало духівництво та патриціат великих міст. Проте на з'їзді в Пйотркув-Трибунальському більше голосів отримав Болеслав IV Варшавський. Втім зрештою трон дістався Казимиру Ягеллончику.
11 червня 1446 у Віттенбергу Фрідріх II одружився з Катериною Саксонською, дочкою курфюрста Саксонії Фрідріха I. 
У 1451 було завершено будівництво палацу курфюрста. Спадковими договорами з Мекленбургом, Саксонією і Гессеном він огородив курфюрство від зовнішніх загроз. В 1454 Фрідріх викупив у Тевтонського ордена за 40 тисяч гульденів Нову марку.
Приєднав до своїх володінь Котбус, Ноймарк, Тальберг-Вернігероде, Альтмарк; через Лужицю вступив в боротьбу з Їржі Подєбрадом і за миром в Губені в 1462 році відмовився від наміру приєднати Лузацію; невдало закінчилася і спроба захопити Померансько-Штеттінські землі, де в 1464 році вимерла герцогська лінія.
Виснажений безрезультатною боротьбою з Померанією, в 1470 Фрідріх передав владу своєму братові Альбрехту III Ахіллу і пішов у Франконію, в фортецю Плассенбург, де і помер в 1471 році.
Благочестя і твердість волі були основними рисами характеру Фрідріха II. Батько його приділяв багато часу справам імперії, але він цілком зосередив свою увагу на Бранденбургу. Відносини Фрідріха до імператора були постійно мирними і дружніми.

## Родина
Дружина — Катерина Саксонська, дочка курфюрста Саксонського Фрідріха I.
Діти:
- Доротея (1446—1519) — одружена з герцогом Саксен-Лауенбурзьким Йоганном IV  (1439—1507)
- Маргарита (1449/50-1489) — одружена з герцогом Померанським Богуславом X (1454—1523)
- Іоганн (бл. 1452—1454)
- Еразм (бл. 1453—1465) — позашлюбний син